# Бориско, Максим Романович
Макси́м Рома́нович Бориско́ (род. 15 февраля 2000, Краснодар) — российский футболист, вратарь клуба «Балтика». Мастер спорта России (2025).

## Клубная карьера
Футболом начал заниматься в академии «Краснодара». В 2011 году перешёл в академию «Кубани».
20 марта 2017 года дебютировал на профессиональном уровне за «Кубань-2» в матче против новороссийского «Черноморца».
20 июля 2018 года после расформирования «Кубани», на правах свободного агента перешёл в клуб «Урожай». В сезоне 2018/19 стал серебряным призёром ПФЛ (зона Юг).
4 июля 2019 года перешёл в «Балтику».
В сезоне 2022/23 стал серебряным призёром Первой лиги в составе калининградского клуба.
В сентябре-октябре 2023 года провёл три полных матча на групповом этапе Пути РПЛ Кубка России 2023/24 против «Крыльев Советов», «Зенита» и «Ахмата».
4 ноября 2023 года дебютировал в Российской премьер-лиге, заменив Евгения Латышонка на 68-й минуте в матче против петербуржского «Зенита».
В сезоне 2024/25 стал победителем Первой лиги.

## Карьера в сборной
В 2019 году провёл 2 матча за сборную России (до 19 лет).  
В 2021 году сыграл 5 матчей в квалификации на чемпионат Европы за молодёжную сборную России, в которых не пропустил ни одного гола.

## Статистика выступлений
| Выступление      | Выступление       | Выступление      | Лига | Лига | Кубки | Кубки | Итого | Итого |
| Клуб             | Лига              | Сезон            | Игры | Голы | Игры  | Голы  | Игры  | Голы  |
| ---------------- | ----------------- | ---------------- | ---- | ---- | ----- | ----- | ----- | ----- |
| → Кубань-2       | ПФЛ               | 2016/17          | 5    | −8   | —     | —     | 5     | -8    |
| → Кубань-2       | ПФЛ               | 2017/18          | 14   | −32  | —     | —     | 14    | -32   |
| → Кубань-2       | Итого             | Итого            | 19   | −40  | —     | —     | 19    | -40   |
| Урожай           | ПФЛ               | 2018/19          | 8    | −3   | 0     | 0     | 8     | -3    |
| Урожай           | Итого             | Итого            | 8    | −3   | 0     | 0     | 8     | -3    |
| Балтика          | ФНЛ               | 2019/20          | 10   | −7   | 1     | −1    | 11    | -8    |
| Балтика          | ФНЛ               | 2020/21          | 10   | −6   | 0     | 0     | 10    | -6    |
| Балтика          | Первый дивизион   | 2021/22          | 16   | −10  | 0     | 0     | 16    | -10   |
| Балтика          | Первая лига       | 2022/23          | 14   | −14  | 0     | 0     | 14    | -14   |
| Балтика          | РПЛ               | 2023/24          | 3    | −2   | 4     | −7    | 7     | -9    |
| Балтика          | Первая лига       | 2024/25          | 28   | −12  | 0     | 0     | 28    | -12   |
| Балтика          | РПЛ               | 2025/26          | 5    | −5   | 0     | 0     | 5     | -5    |
| Балтика          | Итого             | Итого            | 86   | −56  | 5     | −8    | 91    | -64   |
| → Балтика-БФУ    | Вторая лига («Б») | 2024             | 1    | 0    | —     | —     | 1     | 0     |
| → Балтика-БФУ    | Итого             | Итого            | 1    | 0    | —     | —     | 1     | 0     |
| Всего за карьеру | Всего за карьеру  | Всего за карьеру | 114  | −99  | 5     | −8    | 119   | -107  |

## Достижения
«Урожай»
- Серебряный призёр ПФЛ (зона «Юг»): 2018/19

«Балтика»
- Победитель Первой лиги: 2024/25
- Серебряный призёр Первой лиги: 2022/23
- Финалист Кубка России: 2023/24
- Итого : 1 трофей